# Los demonios de Loudun (ópera)

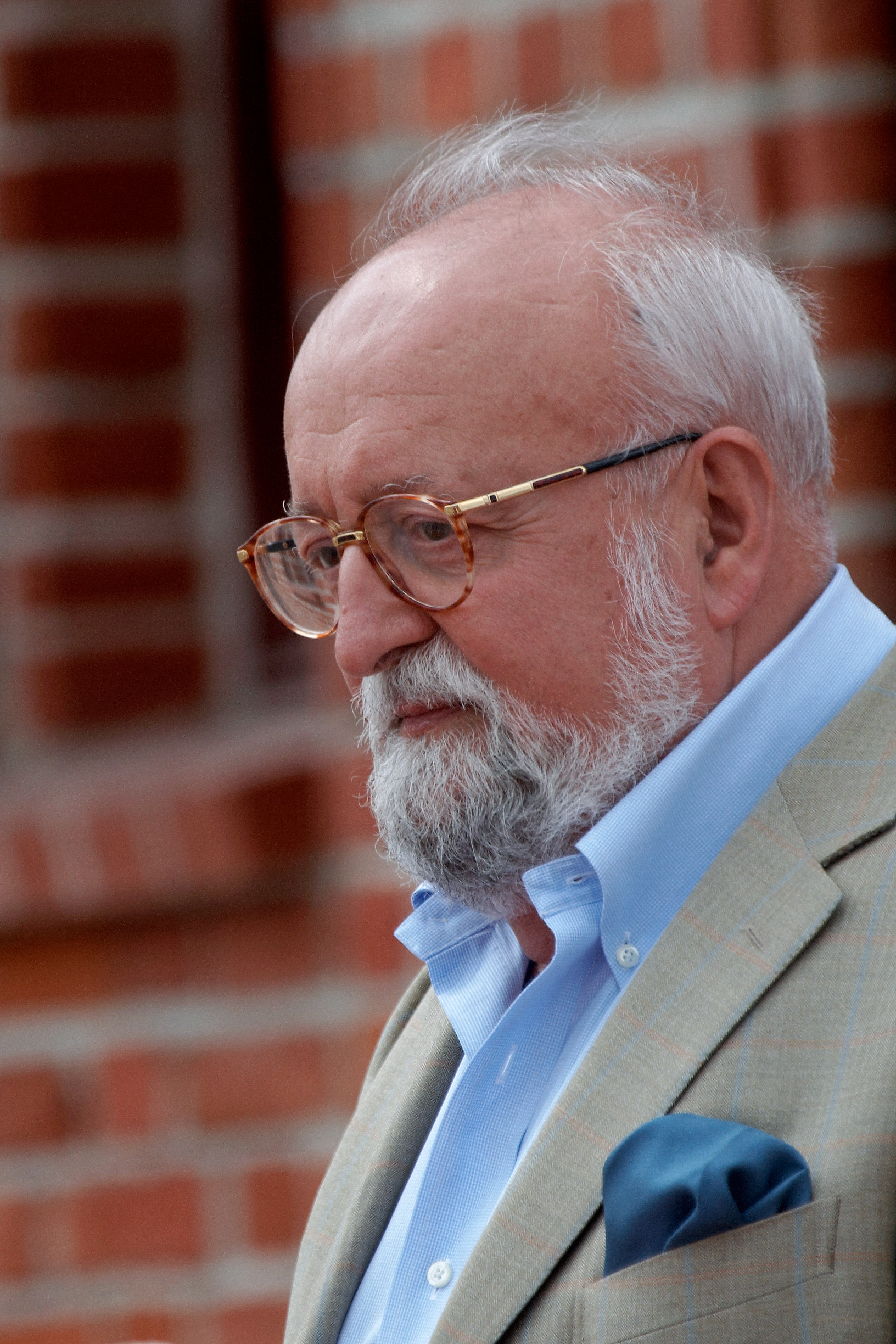
Krzysztof Penderecki

Los demonios de Loudun (título original en alemán, Die Teufel von Loudun) es una ópera en tres actos con música de Krzysztof Penderecki y libreto en alemán del compositor basado en la obra teatral de John Whiting, que a su vez se basa en la novela histórica de Aldous Huxley, que trata el caso de las Endemoniadas de Loudun. 
Los demonios de Loudun, compuesta en 1968 por encargo de la Ópera del Estado de Hamburgo, se estrenó el 20 de junio de 1969. Penderecki revisó la obra en 1972; y de nuevo en 1975, y entonces le añadió otras dos nuevas escenas en el segundo acto, y es esta última versión la más interpretada.
En las estadísticas de Operabase aparece con solo 3 representaciones en el período 2005-2010, siendo la más representada de Penderecki.

## Personajes
| Personaje                                                 | Tesitura      | Reparto del estreno, 20 de junio de 1969 (Director: Henryk Czyż) |
| --------------------------------------------------------- | ------------- | ---------------------------------------------------------------- |
| Jeanne, superiora del convento de Santa Úrsula            | soprano       | Tatiana Troyanos                                                 |
| Claire, hermana ursulina                                  | mezzosoprano  | Cvetka Ahlin                                                     |
| Gabrielle, hermana ursulina                               | soprano       | Helga Thieme                                                     |
| Louise, hermana ursulina                                  | soprano       | Ursula Boese                                                     |
| Philippe, muchacha                                        | soprano aguda | Ingeborg Krüger                                                  |
| Ninon, joven viuda                                        | contralto     | Elisabeth Steiner                                                |
| Grandier, vicario de la iglesia de san Pedro              | barítono      | Andrzej Hiolski                                                  |
| Father Barré, vicario de Chinon                           | bajo          | Bernard Ładysz                                                   |
| de Laubardemont, legado del rey                           | tenor         | Helmuth Melchert                                                 |
| Père Rangier                                              | bajo          | Hans Sotin                                                       |
| Père Mignon, confesor de las ursulinas                    | tenor         | Horst Wilhelm                                                    |
| Adam, un boticario                                        | tenor         | Kurt Marschner                                                   |
| Mannoury, un cirujano                                     | barítono      | Heinz Blankenburg                                                |
| Príncipe Henri de Condé, embajador del rey                | barítono      | William Workman                                                  |
| Padre Ambrose, un viejo sacerdote                         | bajo          | Ernst Wiemann                                                    |
| Asmodeus                                                  | bajo          | Arnold Van Mill                                                  |
| Bontemps, un carcelero                                    | Bajo-barítono | Carl Schulz                                                      |
| d’Armagnac, alcalde de Loudun                             | papel hablado | Joachim Hess                                                     |
| de Cerisay, juez de la ciudad                             | papel hablado | Rolf Mamero                                                      |
| Clerc du comte                                            | papel hablado | Franz-Rudolf Eckhardt                                            |
| monjas, carmelitas, el pueblo, niños, guardias y soldados |               |                                                                  |